# پولونگرا
پولونگرا (به ایتالیایی: Polonghera) یک کومونه در ایتالیا است که در استان کونیو واقع شده‌است. پولونگرا ۱۰٫۴ کیلومتر مربع مساحت و ۱٬۱۳۴ نفر جمعیت دارد و ۲۴۵ متر بالاتر از سطح دریا واقع شده‌است.